# Andrew Fire
Andrew Zachary Fire (Palo Alto, 27 de abril de 1959) es un biólogo estadounidense y profesor de patología y genética en la Facultad de Medicina de la Universidad de Stanford . Fue galardonado con el Premio Nobel de Fisiología o Medicina 2006 , junto con Craig C. Mello , por el descubrimiento de la interferencia de ARN (ARNi). Esta investigación se realizó en la Carnegie Institution de Washington y se publicó en 1998.

## Biografía
Fire nació en Palo Alto, California y creció en Sunnyvale, California. Tras graduarse del Instituto Fremont, fue a la Universidad de California, donde se graduó en matemáticas en 1978, con 19 años. Más tarde, asistió al Massachusetts Institute of Technology (MIT), donde recibió su doctorado en biología en 1983.
Más tarde se trasladó a Cambridge, Reino Unido. Allí fue miembro del Laboratorio de Biología Molecular del Medical Research Council, un grupo liderado por el premio Nobel Sydney Brenner.
Desde 1986 hasta 2003, Fire fue un miembro de la plantilla del departamento de Embriología de la Carnegie Institution of Washington, en Baltimore. También fue profesor de biología en la Universidad Johns Hopkins de la misma ciudad.
Fire es uno de los premiados del Premio Nobel del año 2006 de Fisiología o Medicina, junto a Craig C. Mello, por el descubrimiento de la interferencia ARN. Esta investigación fue llevada a cabo en el Instituto Carnegie de Washington y publicada en 1998. Fire es actualmente profesor de patología y genética en la Escuela de Medicina de la Universidad de Stanford, a la cual entró en 2003.

## Premios y honores
Fire ha recibido los siguientes premios y distinciones: 
- Premio Meyenburg en 2002[2]
- Co-receptor (con Craig Mello ) del Premio de la Academia Nacional de Ciencias en Biología Molecular en 2003
- Co-receptor (con Craig Mello, Thomas Tuschl y David Baulcombe ) del Premio Wiley en Ciencias Biomédicas de la Universidad Rockefeller en 2003[3]
- Miembro electo de la Academia Nacional de Ciencias en 2004.[4]
- Co-receptor (con Victor Ambros , Craig Mello y Gary Ruvkun ) de la Universidad de Brandeis  Premio Rosenstiel S. Lewis para el Trabajo Distinguido en Investigación Médica en 2004.[5]
- Co-receptor (con Craig Mello) del Premio Internacional de la Fundación Gairdner en 2005[6]
- Co-receptor (con Craig Mello y David Baulcombe ) del Premio Massry en 2005.[7]
- Co-receptor (con Craig Mello) del Premio Paul Ehrlich y Ludwig Darmstaedter en 2006[8]
- Co-receptor (con Craig Mello) del Premio Nobel de Fisiología o Medicina en 2006